# Phryxe elliplica
Phryxe elliplica là một loài ruồi trong họ Tachinidae.